# Stazione di Vidalengo
La stazione di Vidalengo è una fermata ferroviaria della linea Milano-Venezia, situata a sud del centro abitato di Vidalengo, entro il territorio comunale di Caravaggio, in provincia di Bergamo. Costituisce l'unico impianto ferroviario caravaggino della linea: la stazione di Caravaggio, situata a sudovest del capoluogo comunale, si trova infatti sulla linea Treviglio-Cremona.

## Storia
Fu istituita come stazione il 5 marzo 1878, all'apertura della tratta della ferrovia Milano-Venezia che collegava direttamente Treviglio a Rovato.
Il 9 aprile 2017 fu trasformata in fermata.

## Strutture e impianti
La fermata è dotata di sottopasso pedonale, attrezzato per l'uso da parte di persone con disabilità motorie, e ciclabile.

## Movimento
La fermata è servita dai treni regionali della relazione Milano Greco Pirelli-Brescia, eserciti da Trenord, cadenzati a frequenza oraria, con rinforzi nelle ore di punta.

## Servizi
La stazione è classificata da RFI nella categoria bronze.